# ТЕЦ Годонін
ТЕЦ Годонін – теплова електростанція на сході Чехії поблизу кордону зі Словаччиною.
В 1954-му на майданчику станції стали до ладу чотири котла виробництва ZVU Hradec Kralové продуктивністю по 125 тон пари на годину, від яких живились дві парові турбіни компанії Skoda потужністю по 50 МВт. У 1957-му та 1958-му ввели в експлуатацію ще два блоки, кожен з яких мав по два зазначені вище котла та паровій турбіні Skoda – такою саме потужністю 50 МВт у агрегаті №3 та з показником 55 МВт у агрегаті №4. На момент запуску ТЕС Годонін була найбільшою електростанцією в країні.
У 1966-му агрегат №3 модернізували до показника у 55 МВт (що довело загальний показник ТЕС до 210 МВт), при цьому продуктивність котлів збільшили до 135 тон пари на годину.
Окрім виробництва електроенергії станція вже у 1963 році почала поставки теплової енергії промисловим та іншим споживачам Годоніна. В подальшому цей напрямок діяльності суттєво підсилили, так, в 1980-му турбіну агрегата №4 замінили на теплофікаційну.
У 1990-х станція пройшла суттєву модернізацію. Замість трьох старих котлів у 1996 та 1997 роках встановили два нові від австрійської компанії AEE (Austrian Energy and Environment), які використовують технологію циркулюючого псевдозрідженого шару та мають продуктивність по 170 тон пари на годину. Від них отримали живлення агрегат №3, в якому у 1996-му встановили теплофікаційну турбіну потужністю 45 МВт, та агрегат №4, турбіна якого наразі номінується на рівні 60 МВт.
Два перші турбоагрегати наразі вже вивели з експлуатації (один з них у 1998 році).
Після модернізації 1990-х теплова потужність станції становить 250 МВт. При цьому в 1998-му встановили резервний аварійний котел з показником 13 МВт, розрахований на спалювання мазуту. Особливістю роботи станції як теплоелектроцентралі є те, що вона також постачає теплову енергію до розташованого на протилежній стороні річки Морава словацького міста Голіч.
Для охолодження станція використовує воду із Морави.
ТЕС спорудили з розрахунку на спалювання лігніту моравських родовищ. Встановлені у 1990-х котли з циркулюючим псевдозрідженим шаром можуть також використовувати біомасу. З 2010-го агрегат №4 повністю перевели на живлення від біомаси, при цьому в такому режимі його електрична потужність становить лише 30 МВт. Наразі станція потребує 1250 тон пелет на добу, з яких 700 тон необхідні для агрегату №4.
Первісно для ТЕС спорудили чотири димаря заввишки 100 метрів, проте наразі два з них демонтували.
Видача продукції відбувається по ЛЕП, яка працює під напругою 110 кВ.